# José María Díaz Casariego
José María Díaz Casariego (Madrid, 1897-1967) fue un fotógrafo español especializado en fotoperiodismo.

## Biografía
Desde muy joven comenzó a colaborar con Nuevo Mundo pero en 1911 junto a Verdugo Landi, Mariano Zabala y Campúa abandona la revista Nuevo Mundo y funda Mundo Gráfico que llegó a ser la publicación con mayor tirada entre las que empleaban la fotografía como elemento central. En 1913 comenzó a colaborar también en La Esfera que acababa de fundarse.
Fue amigo de Alfonso Sánchez Portela con el que pudo realizar fotografías de Abd el-Krim y su campamento en la guerra de Marruecos a pesar de la censura existente, lo que les supuso un gran reconocimiento al ser los únicos que lo consiguieron. Entre los hechos destacados de esa cobertura Díaz Casariego fue el único reportero gráfico que consiguió acercarse y fotografiar al líder rifeño Raisuni.
Desde los años veinte estuvo considerado entre los mejores reporteros gráficos españoles junto a Alfonso, Luis Ramón Marín y Pepe Campúa que estuvieron trabajando en equipo en la publicación Mundo Gráfico pero, sin embargo, su obra sobre la guerra civil estuvo oculta más de cincuenta años.
Tras la guerra civil fue condenado a muerte y después indultado ya que había conocido a Francisco Franco, al general Mola y a otros militares del ejército colonial durante la campaña de África. Sin embargo, no pudo volver a ejercer de reportero gráfico por lo que estuvo trabajando como funcionario, perteneciente al servicio microfilmador, en la Hemeroteca Municipal de Madrid.
El archivo fotográfico de Díaz Casariego, que fue requisado por el gobierno franquista, desapareció prácticamente en su totalidad. Sólo se ha conservado un conjunto de fotografías sobre la guerra de África (1921-1925) que la agencia EFE compró a su viuda en 1977.